# Devils d'Utica
Les Devils d'Utica sont une franchise de la Ligue américaine de hockey qui a existé de 1987 à 1993.

## Histoire
Les Devils d'Utica, créés en 1987, sont l'équipe de la LAH affiliée aux Devils du New Jersey jusqu'en 1993, année au cours de laquelle la franchise est rachetée par les Flames de Calgary et déménagée à Saint-Jean sous le nom de Flames de Saint-Jean.

## Statistiques
| No | Saison    | PJ | V  | D  | N  | DP | BP  | BC  | Pts | Classement | Séries éliminatoires  | Entraîneur    | Capitaine |
| -- | --------- | -- | -- | -- | -- | -- | --- | --- | --- | ---------- | --------------------- | ------------- | --------- |
| 1  | 1987-1988 | 80 | 34 | 33 | 11 | 2  | 318 | 307 | 81  | 5e, South  | Non qualifiés         | Tom McVie     |           |
| 2  | 1988-1989 | 80 | 37 | 34 | 9  | -- | 309 | 295 | 83  | 3e, South  | Éliminés en 1re ronde | Tom McVie     |           |
| 3  | 1989-1990 | 80 | 44 | 32 | 4  | -- | 354 | 315 | 92  | 4e, South  | Éliminés en 1re ronde | Tom McVie     |           |
| 4  | 1990-1991 | 80 | 36 | 42 | 2  | -- | 325 | 346 | 74  | 6e, South  | Non qualifiés         | Tom McVie     |           |
| 5  | 1991-1992 | 80 | 34 | 40 | 6  | -- | 268 | 313 | 74  | 4e, South  | Éliminés en 1re ronde | Herb Brooks   |           |
| 6  | 1992-1993 | 80 | 33 | 36 | 11 | -- | 325 | 354 | 77  | 3e, South  | Éliminés en 1re ronde | Robbie Ftorek |           |

## Personnalités

### Entraîneurs
- Tom McVie (1987-1991)
- Herb Brooks (1991-1992)
- Robbie Ftorek (1992-1993)

## Records d'équipe

### En une saison
- Buts : 53 Paul Ysebaert (1989-1990)
- Aides : 81 Kevin Todd (1990-1991)
- Points : 118 Kevin Todd (1990-1991)
- Minutes de pénalité : 359 Bill Huard (1990-1991)
- Buts / partie : 2,71 Chris Terreri (1987-1988)
- % Arrêts : 91% Chris Terreri (1987-1988)